# 帕內韋日斯區
帕內韋日斯區是立陶宛帕內韋日斯縣内的市镇，行政中心为帕內韋日斯市（为单独的市镇，不在本市镇辖区内）。市镇面積为2,179平方公里，2020年人口数量为35,324人。